# Michael Wolgemut

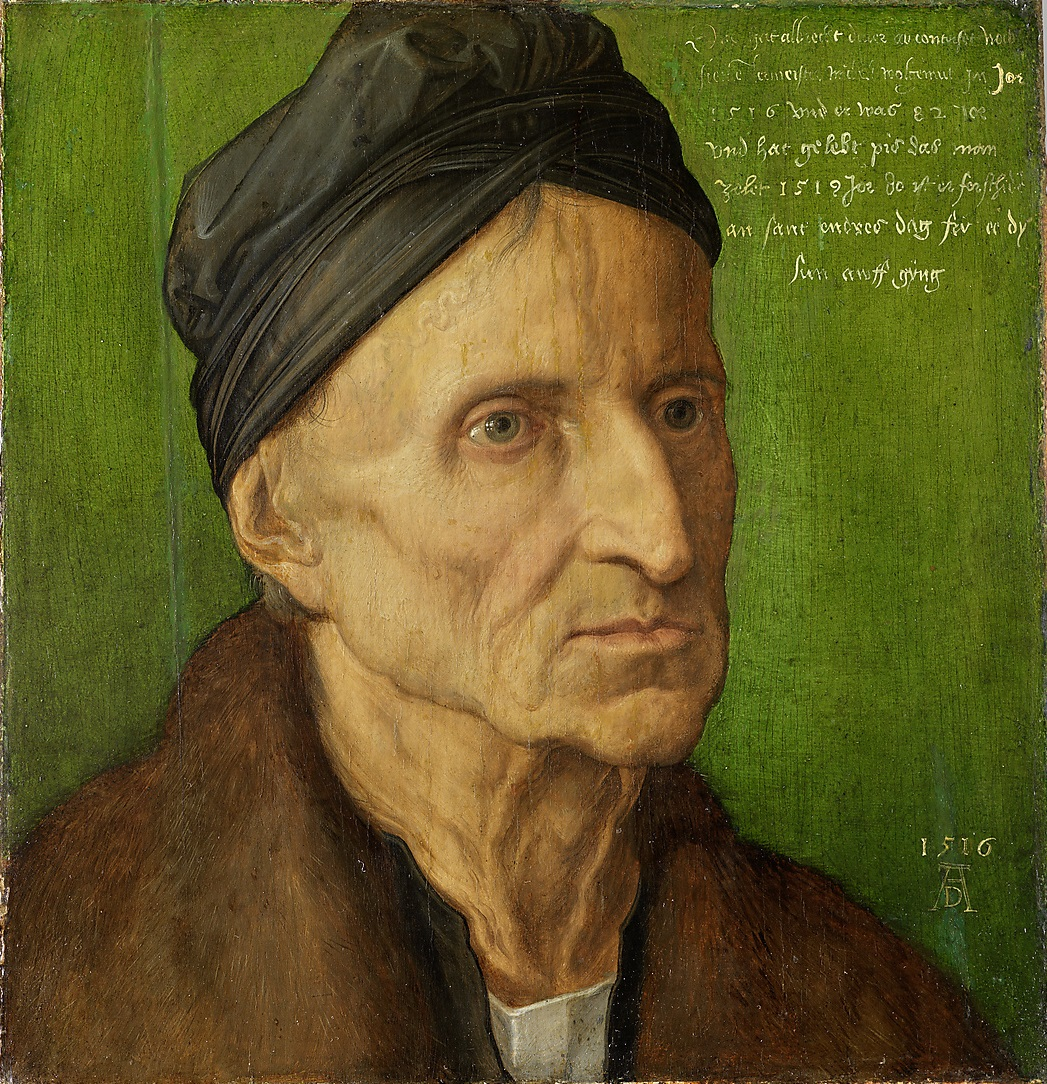
Albrecht Dürer, Ritratto di Michael Wolgemut (1516)

Michael Wolgemut, o Wohlgemuth (Norimberga, 1434 – Norimberga, 30 novembre 1519), è stato un pittore e tipografo tedesco.

## Biografia
Si sa poco della vita privata di Wolgemut. Nel 1472 sposò la vedova del suo maestro, il pittore Hans Pleydenwurff. Il figlio di quest’ultimo, Wilhelm, fu inizialmente suo assistente e poi collaboratore. Secondo alcune fonti, fu considerato particolarmente talentuoso. La sua morte prematura, nel gennaio 1494, ha reso difficile la catalogazione delle sue opere e la valutazione complessiva della sua produzione artistica.
L'importanza di Wolgemut come artista è data non solo dalle sue opere individuali, ma anche dal fatto che fu a capo di una grande bottega, in cui giovani apprendisti praticavano diverse arti figurative. Tra di essi figuravano personalità come Albrecht Dürer, che completò il suo apprendistato fra il 1486 e il 1489.

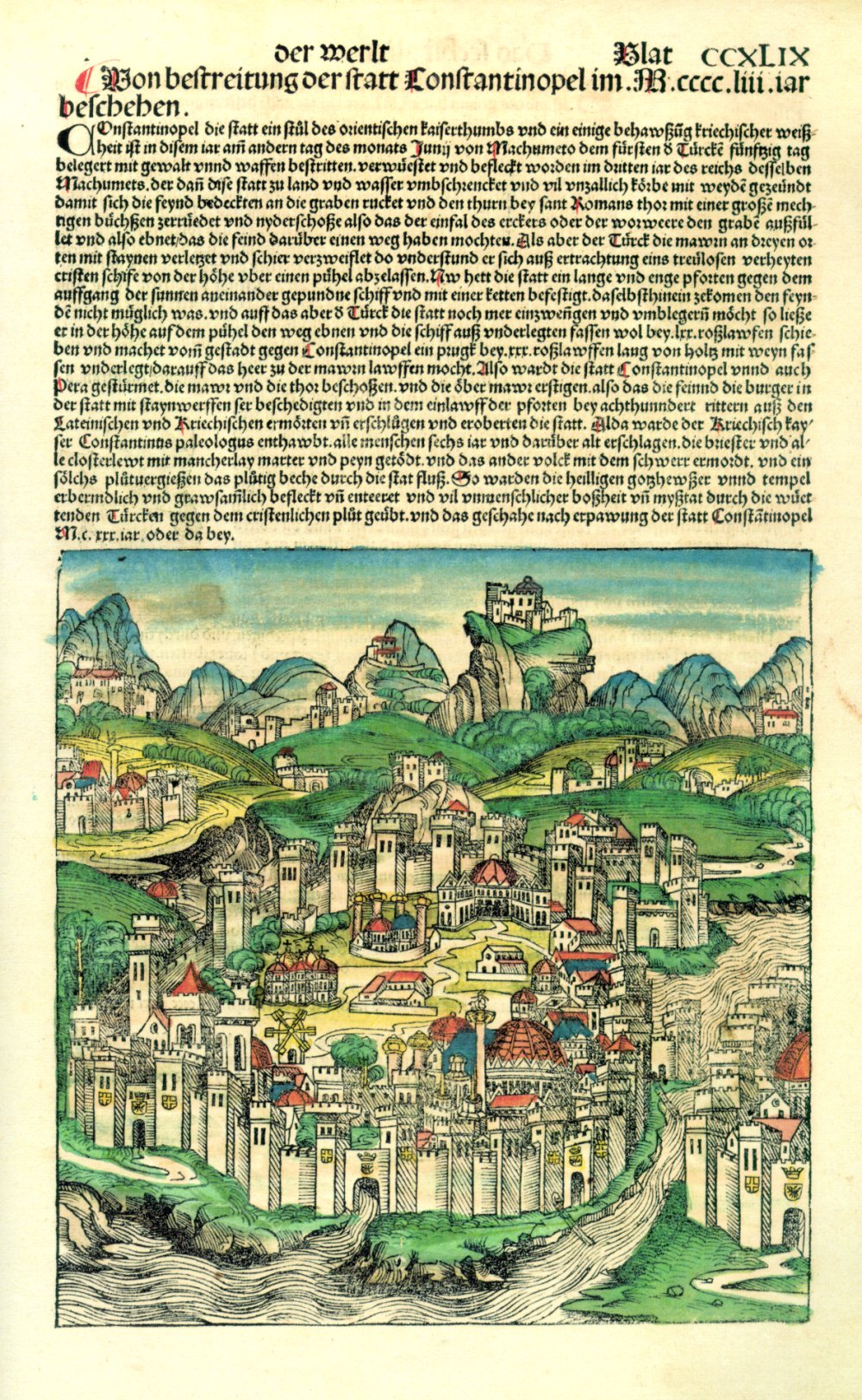
Costantinopoli della Cronaca di Norimberga (1491); l'immagine è una xilografia della bottega di Wolgemut, con i colori aggiunti a mano con l'acquerello

Nel suo atelier vennero create grandi parti d'altare e dipinti sacri, come anche elaborati retabli intagliati e dipinti, che rappresentavano soggetti dai tratti pacati, riccamente decorati in oro e colori.

## Xilografie

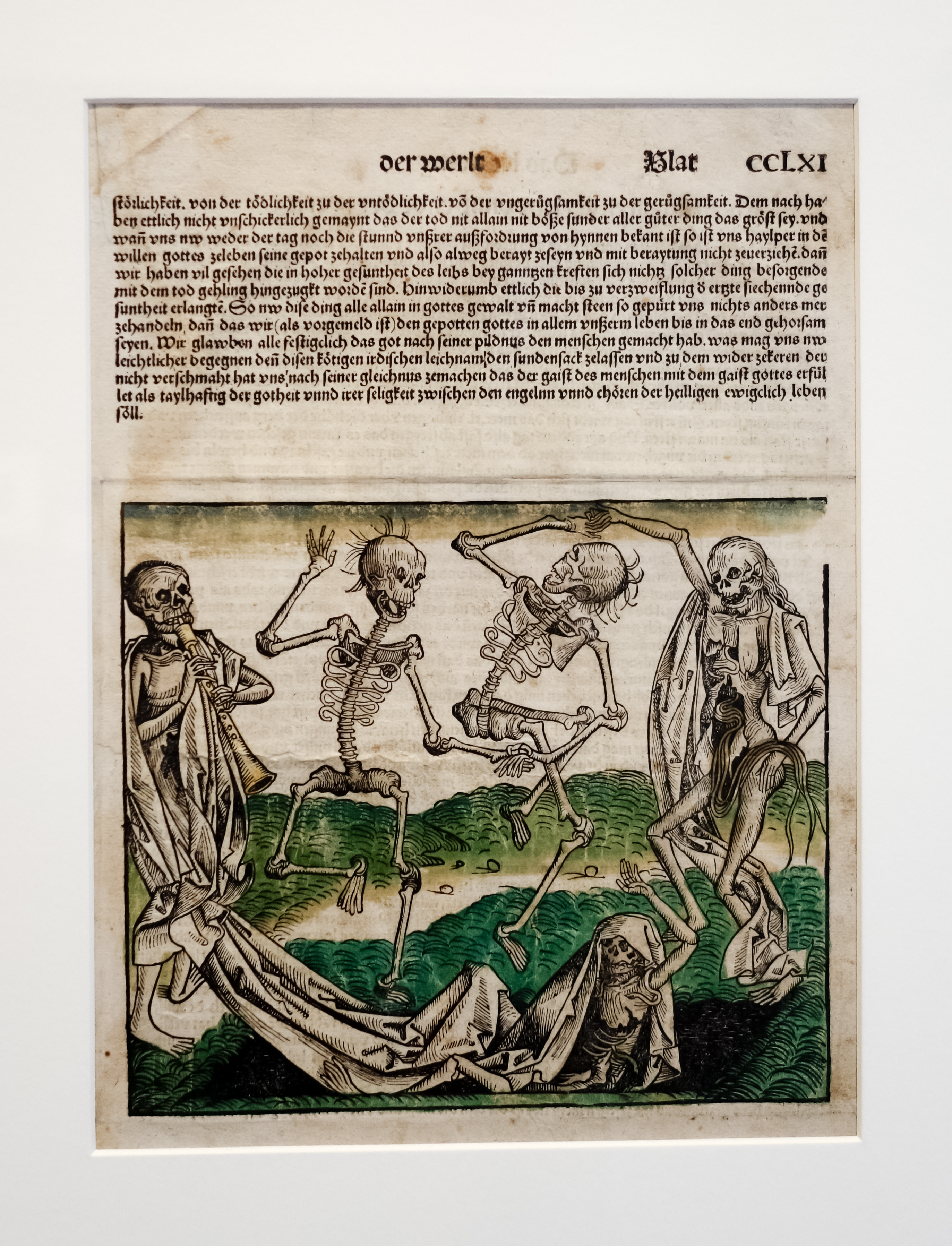
Danza della Morte di Michael Wolgemut (1493). Incisione parte delle "Cronache di Norimberga", questa illustrazione rappresenta la morte come forza universale che non discrimina tra le classi sociali. Danza scheletri e vivi in un simbolico richiamo alla precarietà della vita, evocando le conseguenze della peste nera e il concetto di vanitas, invitando a riflettere sul significato delle ambizioni umane di fronte alla mortalità. (Metropolitan Museum of Art, New York)

Wolgemut fu uno degli artisti che riscrisse i canoni della xilografia nella Germania del suo tempo, fornendo ai molti editori di Norimberga illustrazioni per libri, le più attraenti delle quali venivano vendute anche separatamente. Le sue opere rintracciavano i progressi fatti nell'incisione, che permettevano di rappresentare i volumi e le ombre con un dettaglio molto maggiore di quanto non fosse stato fatto sino ad allora. Tuttavia, esse venivano colorate a mano prima o dopo la vendita. Dürer fece sua l'abilità del maestro, e riuscì a superarlo in bravura, a tal punto che i suoi meriti vengono, a volte, sopravvalutati.
Le xilografie costituirono una parte significativa dell'operato della bottega: create seguendo i progetti di Wolgemut, molte di esse sono degne di nota per l'adattamento ragionato e vigoroso della tecnica alle necessità particolari del caso. La maggior parte della produzione riguardò illustrazioni per i libri. Norimberga era, infatti, il centro principale dell'editoria tedesca del tempo. Due grandi libri, ricolmi di illustrazioni, recano incisioni create di Wolgemut e dal suo figliastro, Wilhelm Pleydenwurff; entrambi furono stampati e pubblicati dall'editore più importante della Germania, Anton Koberger, che era anche il padrino di Dürer. Il primo è Schatzkammer der wahren Reichthumer des Heils (1491); l'altro è l'Historia mundi, di Schedel (1493), conosciuta ai più come la Cronaca di Norimberga, che è tenuta in gran conto, non tanto per il testo, quanto per la notevole collezione di briose illustrazioni.
Le illustrazioni vennero commissionate a Wolgemut ed al suo figliastro nel 1487-8, e con un successivo contratto del 29 dicembre 1491 vennero affidate loro l'impaginazione del testo e delle immagini. Un altro contratto del 1492 prevedeva che Koberger dovesse fornire una stanza di sicurezza, così che i blocchi di legno rimanessero al sicuro. Un dipinto di Wolgemut per la copertina, datato 1490, si trova al British Museum. Così come per gli altri libri del periodo, molte delle incisioni, che mostravano città, battaglie o sovrani furono utilizzate più di una volta nel libro, con la sola differenziazione delle didascalie. Il libro è grande, con un'incisione di due pagine che misura circa 342 x 500mm.

## Dipinti
I suoi dipinti mostrano un'influenza della scuola fiamminga: non è escluso che si sia recato nelle Fiandre. L'opera più antica che conosciamo di Wolgemut è un retablo di quattro pannelli, datato 1465, che si trova nella galleria d'arte di Monaco di Baviera, un'opera decorativa di grande bellezza. Nel 1479 Wolgemut dipinse il retablo dell'altare maggiore della chiesa di Sta. Maria di Zwickau, tuttora esistente, ricevendo il sostanzioso compenso di 1400 gulden. Una delle sue opere più belle e più grandi è il grande retablo dipinto per la chiesa dei frati agostiniani di Norimberga, che si trova oggi al museo: esso è composto di tanti grandi pannelli, con illustrazioni di santi venerati nel luogo.
Nel 1501 Wolgemut fu assunto per decorare il municipio di Goslar con una serie consistente di dipinti; quelli sul soffitto sono su tavola, mentre quelli sui muri sono finemente dipinti a tempera su tela. Ebbe molta fama come ritrattista, e alcune delle sue opere in questo campo sono ammirevoli per il loro vigore realistico e il dettaglio delle finiture.
I dipinti di Wolgemut non presenti in Germania sono pochi: la Royal Institution ne ha due significativi esempi a Liverpool--Pilato che si lava le mani, e La deposizione dalla croce, che facevano, probabilmente, parte di una più grande pala d'altare. Negli ultimi dieci anni della propria vita, Wolgemut sembra aver prodotto pochissimo. Una delle sue opere più tarde è il retablo di Schwabach, eseguito nel 1508, per il quale esiste ancora il contratto. Morì a Norimberga nel 1519.